# Norbert Ehring
Norbert Ehring, né à Flensbourg, est un astronome amateur allemand.

## Biographie
Jusqu'à sa retraite, Norbert Ehring était contrôleur aérien à temps plein.

## Découvertes
Le Centre des planètes mineures crédite Norbert Ehring de la découverte de cinq astéroïdes, effectuée entre 1997 et 1999 dans son observatoire privé dans le quartier Brenig de Bornheim, en Rhénanie-du-Nord-Westphalie (Allemagne). Le MPC identifie son observatoire par le code 127 et le nomme « Observatoire de Bornheim ».
| (14632) Flensburg  | 11 novembre 1998 |
| (14965) Bonk       | 24 mai 1997      |
| (15918) Thereluzia | 27 octobre 1997  |
| (58679) Brenig     | 1er janvier 1998 |
| (192686) Aljuroma  | 15 octobre 1999  |